# Guatteria axilliflora
Guatteria axilliflora este o specie de plante angiosperme din genul Guatteria, familia Annonaceae. A fost descrisă pentru prima dată de Dc., și a primit numele actual de la Robert Elias Fries. Conform Catalogue of Life specia Guatteria axilliflora nu are subspecii cunoscute.